# Borja López i Castilla
Borja López i Castilla (Barcelona, 31 de maig de 1979) és un entrenador i jugador d'hoquei sobre patins català, que des de 2016 juga al Club Esportiu Lleida Llista Blava. Abans d'arribar al Voltregà, va jugar dos anys a la lliga francesa amb La Vendéenne. Però abans d'arribar a França, jugà molts anys al Club Patí Vic. També va jugar 4 anys al CP Vilafranca i 2 anys al CE Noia. La temporada 2014-2015, darrera a La Vendéenne, exercí d'entrenador-jugador juntament amb Edu Fernández.

## Palmarès

### CP Vic
- 2 Copes del Rei / Copes espanyoles 2009 i 2010)
- 2 Supercopa espanyola (2009 i 2010)

### Selecció espanyola
- 3 Eurojúniors: 1997, 1998, 1999
- 1 Campionat d'Europa Juvenil: 1996